# Sociogramme
Un sociogramme est un diagramme des liens sociaux qu'une personne possède. Les critères qui servent à établir un tel diagramme sont divers : relations personnelles, relations professionnelles, canaux de communication, etc. Jacob Levy Moreno en a fait la présentation en 1933.
Cet outil permet d'objectiver la dynamique du groupe, afin qu'un animateur ou un enseignant, par exemple, soit moins influencé par ses sentiments et ses préjugés lorsqu'il établit des équipes de travail.

## École
Dans le cadre d'une classe, le sociogramme est un outil précieux pour analyser la dynamique du groupe, qui passe forcément par les liens sociaux. À l'aide de cet outil, un enseignant peut influer sur le comportement des élèves à problèmes. Il est idéalement construit à partir des réponses fournies par les élèves, réponses à propos des camarades qu'ils préfèrent ou qu'ils rejettent. Les relations entre élèves dans une classe ont ainsi été théorisées et visualisées par Moreno en 1934 :

Sociogrammes de Moreno
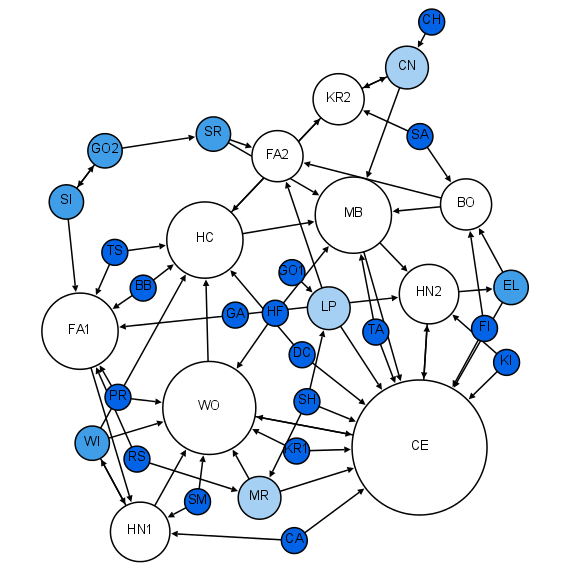
CP
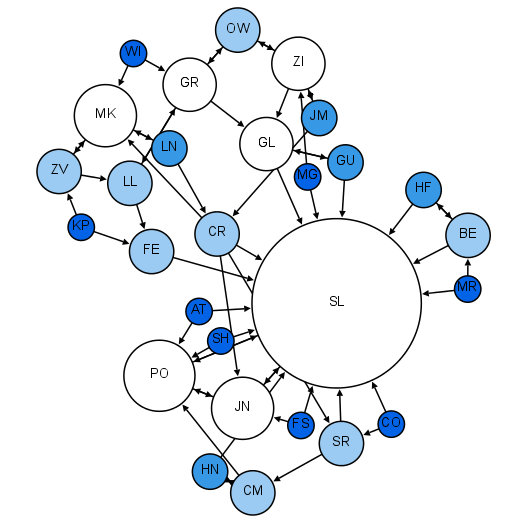
CE1
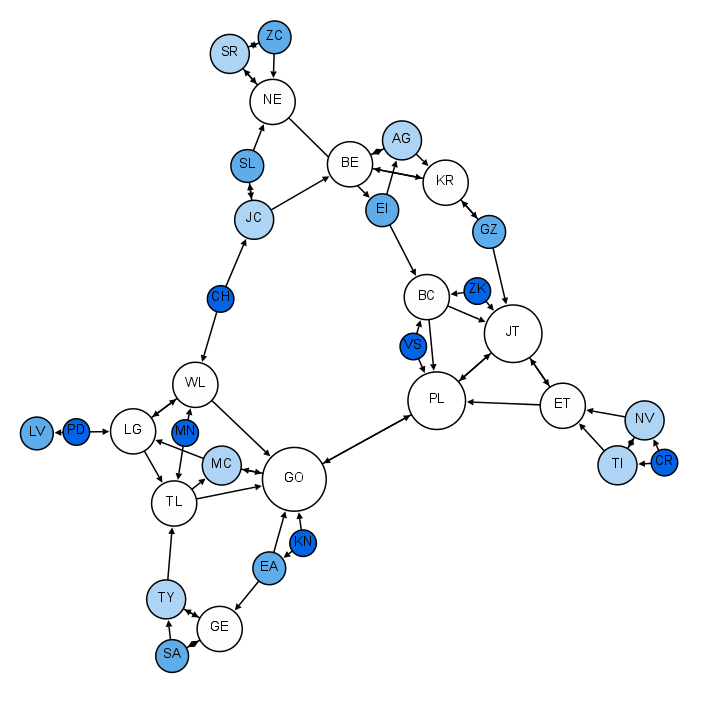
CE2
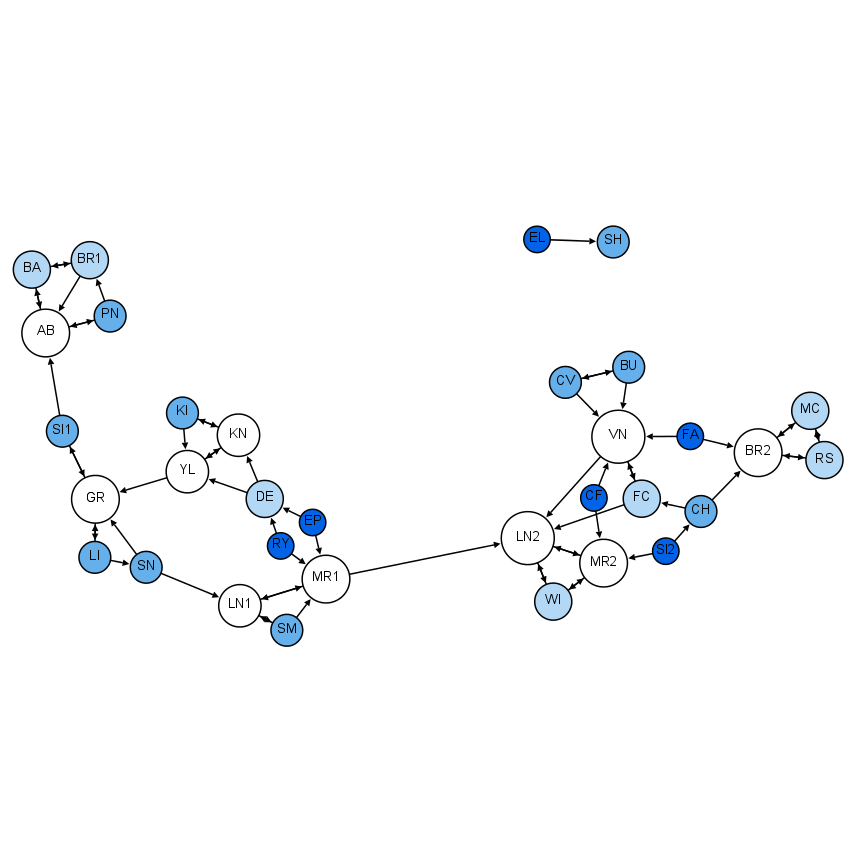
CM1
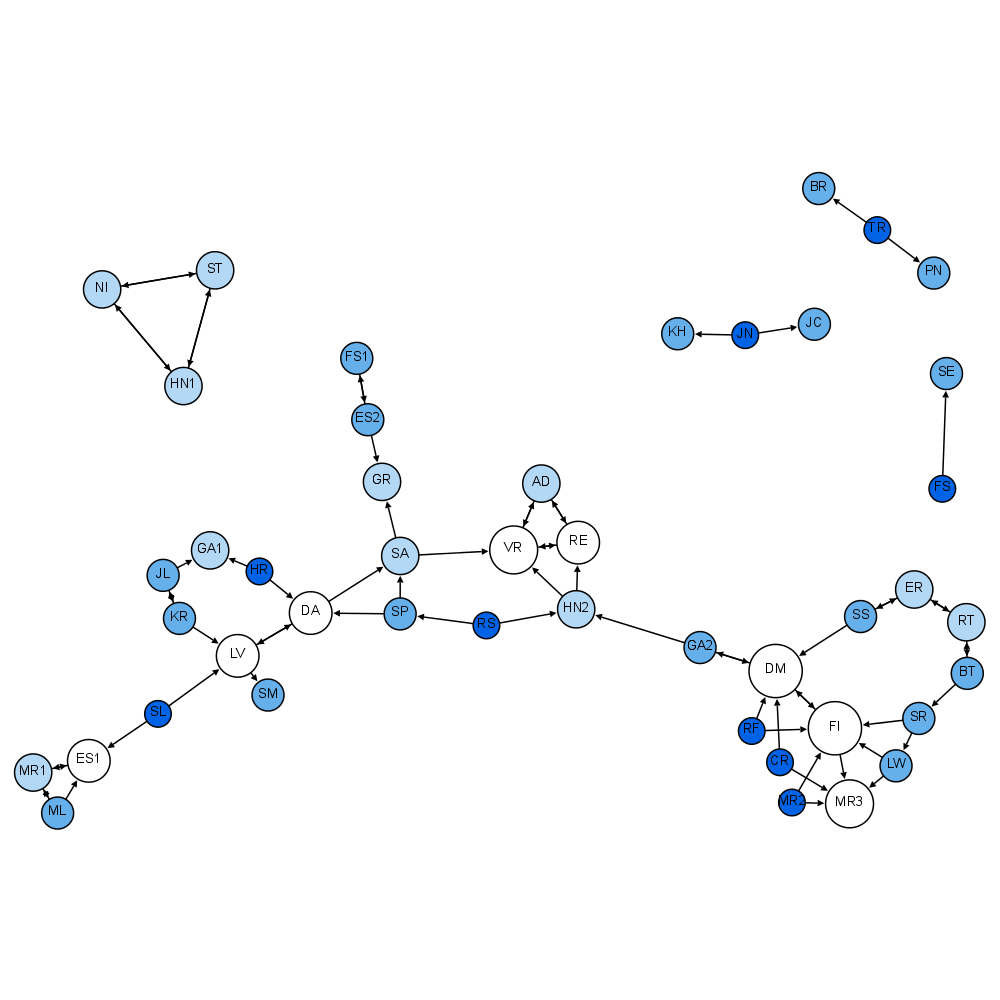
CM2
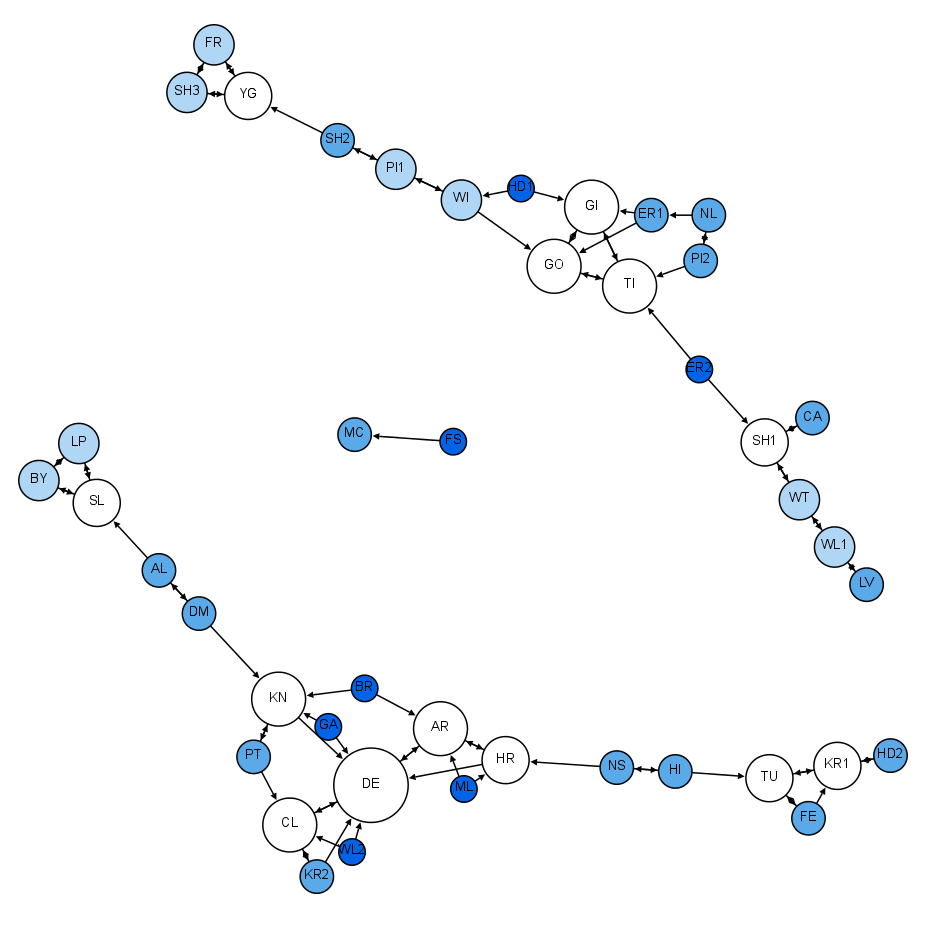
6e
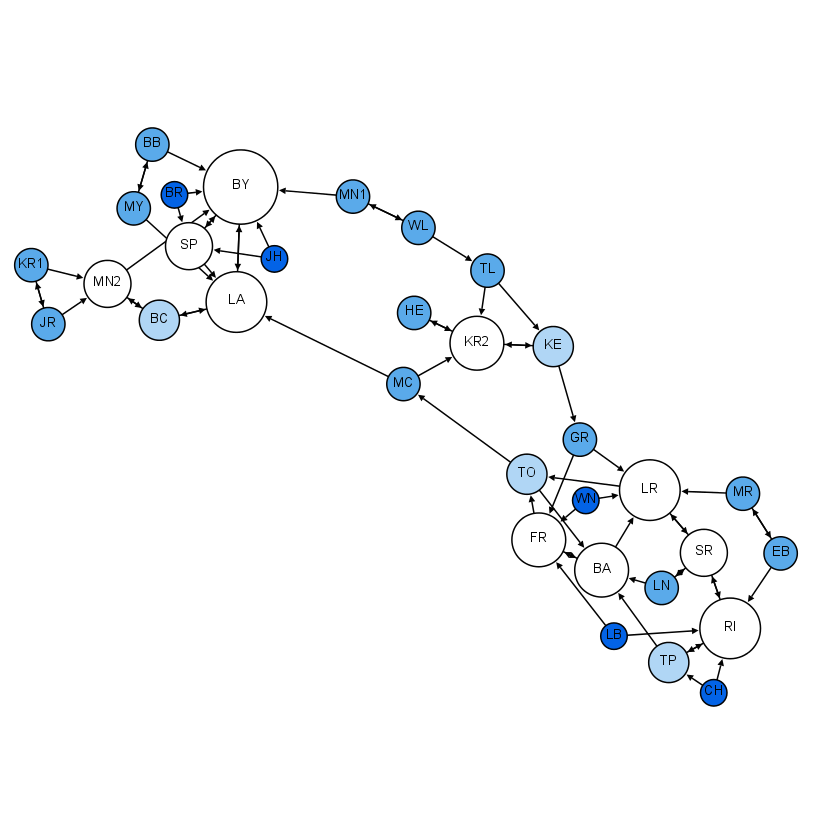
5e
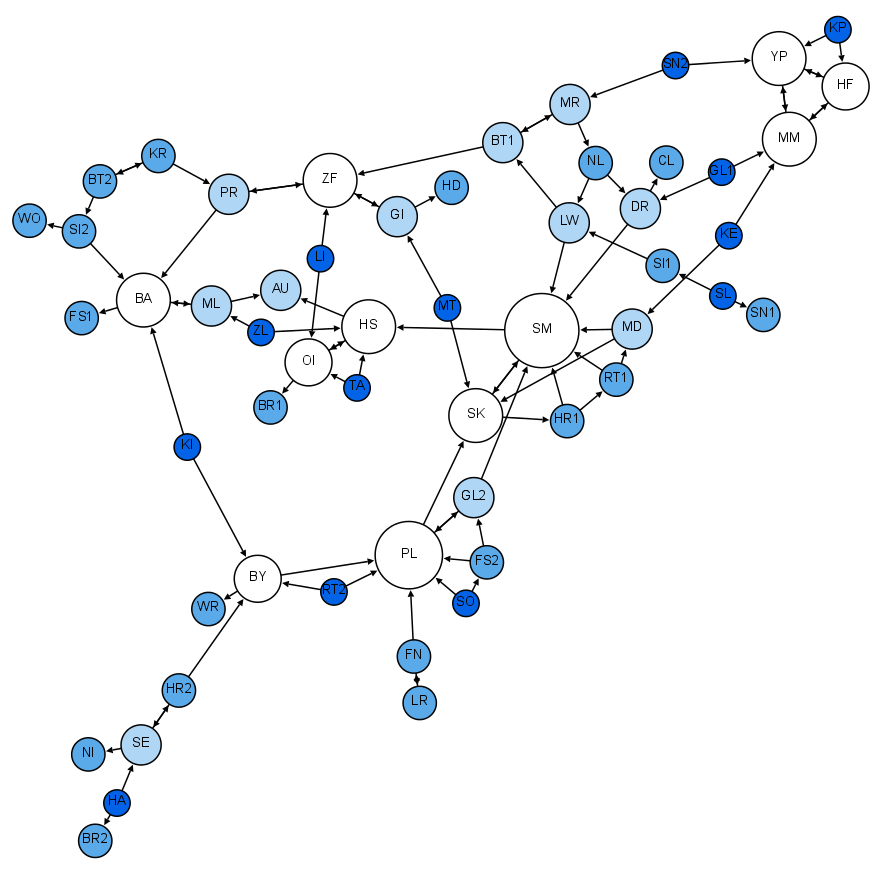
4e

### Formes de relation

Un exemple de sociogramme (relations internet)

Dans le groupe, il existe diverses formes de relation 
- Choix unilatéral : A choisit B, mais pas l'inverse
- Choix réciproque : A choisit B, qui choisit A
- Dyade : choix réciproque de deux individus, C et D par exemple, selon le même critère
- Chaîne : suite de choix unilatéraux, A choisit B, qui choisit C, qui choisit D, etc.
- Triade : groupe de 3 individus qui se choisissent réciproquement
- Gang : groupe d'individus qui se choisissent réciproquement
- Étoile : groupe d'individus qui choisissent tous une même personne, sans nécessairement avoir de liens entre eux. La personne choisie est le meneur de ce groupe.

### Statut sociométrique
Étant dans un groupe, chaque membre a un statut sociométrique :
- Isolé : il n'est ni choisi ni rejeté par aucun individu (selon le critère donné).

- Meneur puissant : il est choisi par des individus ayant un statut sociométrique élevé, c'est-à-dire des individus choisis par plusieurs personnes.

- Meneur populaire : il est choisi par des individus à la périphérie du groupe, c'est-à-dire par des individus peu ou pas choisis.

- Éminence grise : il est l'individu choisi par le meneur du groupe.

### Règles de formation des équipes
Le sociogramme devrait être utilisé en conjonction avec des règles de formation d'équipes de travail :
- Avant tout, décider de la grandeur de l'équipe.

- Commencer par placer les individus isolés, idéalement avec leur premier choix. Sinon, les placer avec leurs deux premiers choix. Ne jamais mettre plus de deux isolés dans chacune des équipes.

- Placer ensuite les élèves qui ont reçu un seul choix. Si le choix est réciproque, placer l'élève avec l'individu qui émet cette réciprocité.

- Continuer la répartition en partant des élèves qui reçoivent, du plus petit au plus grand nombre de choix. Idéalement, essayer de satisfaire les choix réciproques premiers.

### Principes à retenir
- Pour chacun des élèves, essayer de satisfaire plus de deux choix. Cela constitue une base de sécurité sociale pour les isolés. Il leur est plus facile de s'ajuster au groupe.

- Dans les classes où il y a des clivages importants dans les résultats sociométriques (ex., séparation entre les sexes à certains âges), constituer les équipes de manière qu'ils diminuent.

- S'il y a des cliques fermées à l'intérieur du groupe, il faut estimer leur influence possible sur les relations sociales des autres élèves. Si elle est indésirable, placer deux ou plusieurs membres de la clique dans des équipes différentes.

- Éviter de former des équipes constituées d'individus qui se rejettent mutuellement.